# Гайдельберзька людина
Гайдельберзька людина (Homo heidelbergensis) — вимерлий вид, європейський різновид людини прямоходячої, що мешкав в Європі та Західній Азії між 700 і 200 тис. років тому і вважається попередником неандертальця.
Вчені вважають, що гайдельберзька людина з'явилася 700 000 років тому в Африці, та в період між 300 та 400 тис. років тому гайдельберзька людина іммігрувала в Європу та Азію. Скам'янілості були знайдені в Ефіопії, Намібії та Південній Африці. Близько 300 тис. років тому в Європі від гайдельберзької людини відокремився окремий вид неандерталець (Homo neanderthalensis), а 200—100 тис. років тому в Африці людина розумна (Homo sapiens).

## Відкриття

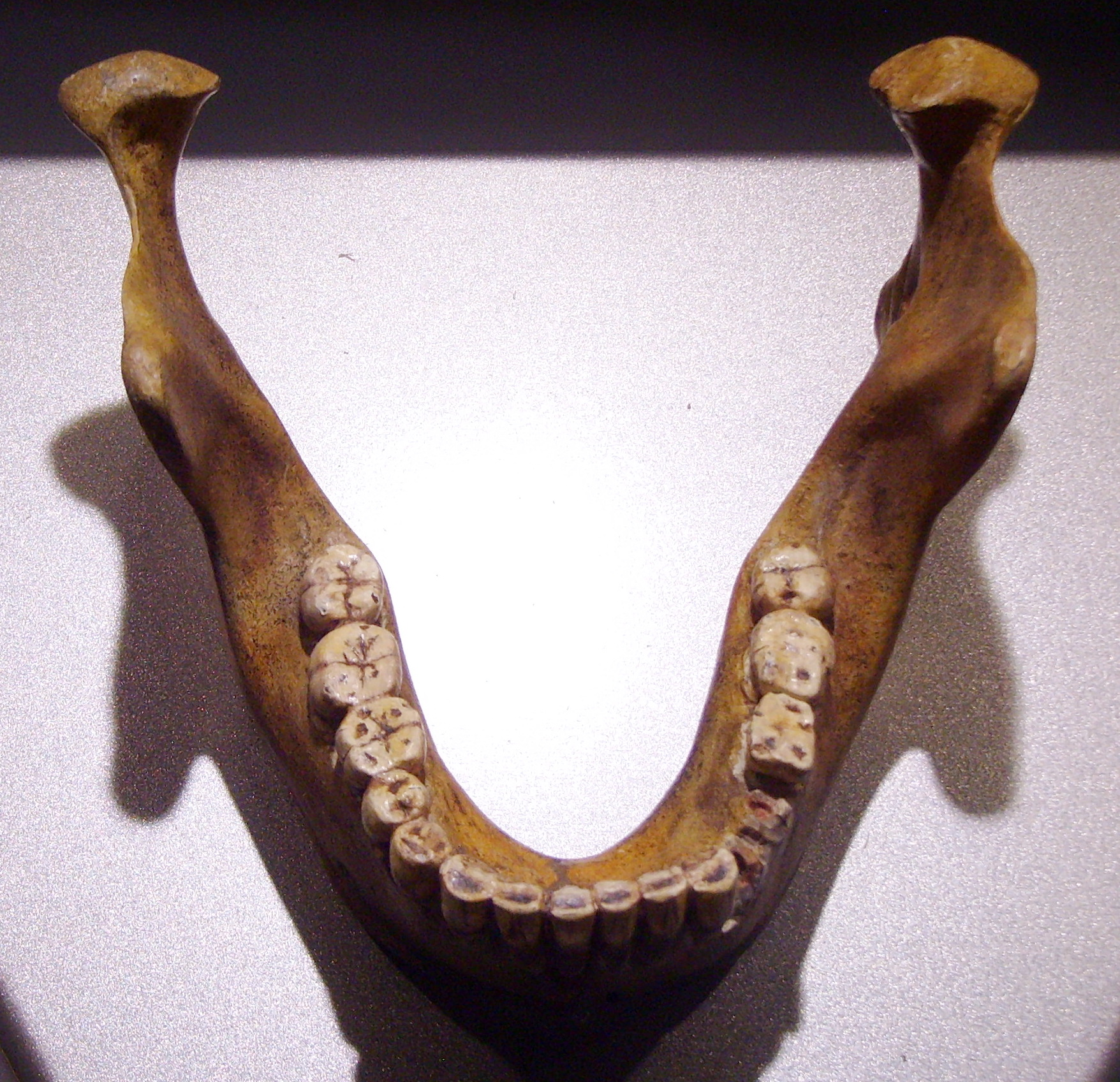
Щелепа, знайдена біля Гайдельберга

21 жовтня 1907 року вперше було знайдено залишки гайдельберзької людини — нижню щелепу. Першовідкривачем був Даніель Гартманн, який знайшов щелепу в піщаному кар'єрі у селі Мауер (поблизу Гайдельберґа, Німеччина). На глибині 24 м було знайдено щелепу із зубами часів раннього плейстоцену (400—600 тис.років тому). У цій знахідці бракувало кількох зубів (премолярів), які згодом виявили поблизу самої щелепи. Назву дав професор Отто Шетензак, вона походить від німецького міста Гайдельберґ (нім. Heidelberg).
Також скам'янілості гайдельберзької людини були знайдені у Штайнгаймі-на-Мурі («Штайнгаймський череп»), 1925 р. в Ізраїлі («Галілейський череп»), 1992 р. у Сьєрра-де-Атапуерка (Іспанія) знайдено більше 5 тис. кісток гайдельберзької людини, що належали 32 особинам чоловічої та жіночої статі, інші залишки були знайдені у Франції, Італії, Греції, Китаї.

## Морфологічні ознаки
Гайдельберзька людина містила ознаки Homo erectus, Homo neanderthalinsis та Homo sapiens.
До ознак людини прямоходячої належать такі:
- яскраво виражені надбрівні дуги;
- масивне підборіддя без виступу;
- череп із товстими стінками;
- низький лоб;

Схожість гайдельберзької людини з неандертальцем полягає у тому, що гайдельберзька людина мала округлу потилицю;
До ознак, притаманних людині сучасної анатомічної будови, включають:
- чутливість звуків;
- доволі великий мозок (1000—1200 см3).

На основі знайдених решток, у печері Атапуерка (Іспанія) вчені змогли відтворити зовнішній вигляд гайдельберзької людини. Особина чоловічої статі мала ріст від 1 м 55 см до 1 м 75 см (залежно від регіону проживання) і вагу 55-65 кг, жінки відповідно 1 м 50 см — 1 м 57 см при вазі 50-55 кг.
Зробивши стоматологічний аналіз стертості зубів, учені припускають, що гайдельберзька людина, ймовірно, краще володіла правою рукою, ніж людина сучасної анатомічної будови.

## Соціальна поведінка
Вчені припускають, що гайдельберзька людина була першим представником роду Homo, у яких існував обряд поховання. Свідченням цього є той факт, що починаючи з 1992 року, у печері Атапуерка іспанська команда знайшла понад 5500 людських кісток, вік яких щонайменше 350 000 років.
Слід зазначити, що в цій печері була знайдена яма, яка містила скам'янілості приблизно 32 осіб та м'ясоїдних тварин. Також важливим є те, що в цій ямі дослідники знайшли ашельську сокиру, яка була виготовлена з червоного кварциту і вона була призначена, як ритуальна жертва для поховання. Якщо ці знахідки підтвердяться новими археологічними знахідками, тоді з впевненістю можна говорити, що гайдельберзька людина була основоположником поховального обряду. Також в цій ямі вчені знайшли:
- кістки повного черепа;
- кістки повного тазу;
- зуби;
- кістки рук, ніг, хребці та ребра.

Гайдельберзькі люди жили великими племенами (30-50 особин), займалися переважно збиральництвом та полюванням. Полювали великими групами на бізонів, оленів, диких коней, за допомогою техніки загінного полювання, як зброю використовували дерев'яні списи (доказом цього є списи знайдені 1994 біля м. Шенінген (Німеччина), разом із кістками впольованих звірів). Також припускається, що гайдельберзька людина для полювання могла використовувати кам'яні наконечники, оскільки 1979 р. біля м. Кату (ПАР) знайдені кам'яні наконечники віком 500 тис. років.

## Основні знахідки скам'янілостей

### Мауер 1
21 жовтня 1907 року Даніель Гартманн знайшов щелепу в піщаному кар'єрі у громаді Мауер (Баден).

### Кабве 1 (Брокен-Гілл)
В 1921 році череп був визначений Артуром Смітом Вудвардом, як зразок родезійської людини, але сьогодні більшість вчених вважають, що це череп гайдельберзької людини. Череп був знайдений між свинцем і цинком в печері Брокен-Гілл (Північна Родезія (нині Кабве, Замбія)). Також у цій печері знайшли два фрагменти стегнової кістки, кістки гомілки, крижі та верхню щелепу іншого індивідуума.

### Штайнгаймський череп
Знайдений у місті Штайнгайм-ан-дер-Мурр (Німеччина), «Штайнгаймський череп», вік черепа — 350 тис. років;

### Галілейський череп
У 1925—1926 роках Френсіс Тервілл-Петрі розкопав «Галілейський череп» в печері Мугарет-ель-Зутті (Ізраїль) — це перша скам'янілість представників роду Homo, яку знайшли в Західній Азії.

### Салданський череп або череп Еландсфонтейн
Скам'янілості були знайдені в 1954 році в Еландсфонтейні (Хопфілд, Південній Африка). На сьогодні череп залишається найпівденнішою знахідкою гайдельберзької людини.

### Петралонська печера
16 вересня 1960 року, у Петралонській печері (Греція), мешканець Петралони Христос Сарріяннідіс знайшов в печері череп гайдельберзької людини. Грецький дослідник Aris Poulianos заявив, що череп датований 700 тис. роками тому, проте у статті в журналі Nature інші науковці піддали сумніву такий висновок, і оцінили його вік у проміжку 160 тис. і 240 тис. років. Скелет гайдельберзької людини був знайдений серед решток примітивних знарядь праці, а також слідів вогнища[джерело?]. Грецькі дослідники також заявили, що Петралонська печера є найдавнішою пам'яткою використання людиною вогню, проте їх критикують за недотримання наукового методу, а журнали Nature і Science відмовляються публікувати дослідження цієї групи дослідників[джерело?]. У дослідженнях 1997 року вчені назвали череп «загадковим», через те, що цей череп містить ознаки людини прямоходячої, неандертальця та людини сучасної анатомічної будови.

### Араго 21
22 липня 1971 року, в печері Кон-де Л'Араго (с. Тотавель в Східній Піренеї) команда професора Генрі де Ламлі виявили череп вік якого приблизно 450 000 років. З моменту відкриття Знахідки в Тотавель є одними з найстаріших людських скам'янілостей, виявлених коли-небудь Європі. Гайдельберзька людина займала цю печеру між 690000 і 35000 років тому.

### Череп Бодо
В 1976 році в Бодо д'Ар (Аваш, Ефіопія) був знайдений череп Бодо членами експедиції на чолі з Джоном Кальбом. Вік знахідки — 600 000 років.